# 咸平郡
咸平郡（：／ Hampyeong gun */?）是韓國全羅南道北部的一個郡，下设1邑8面。

## 歷史

### 地名由來
咸平的名字起于朝鲜时代太宗9年(太宗，1409)，当时咸丰县与牟平县合并，取咸丰的‘咸’与牟平的‘平’字合为‘咸平’。
如今的咸平郡在原地域的基础上，增加了务安郡海际面、玄庆面、光州广域市本良洞、林谷洞的一部分、长城郡的东化面一部分、以及灵光郡亩良面的一部分。

### 區劃歷史
- 1895年咸平县划为罗州府咸平郡，后重新命名为全罗南道咸平郡。
- 1963年1月1日咸平面升为咸平邑，辖1邑8面。
- 1973年7月1日鹤桥面上玉、金谷、白湖、月松里编入大洞面。
- 1982年由于建设大洞水坝，大洞面西湖里的分梅、湖亭、成丁、西边、东湖村和连岩里的水岘、水岩村迁移。
- 1987年1月1日咸平邑一部与鹤桥面四道街一部并入岩多面。

## 行政區劃
| 邑・面 | 法定里 |
| ------ | --- |
| 咸平邑 | 咸平里、箕閣里、内橋里、水湖里、城南里、自豐里、萬興里、長交里、玉山里、佳洞里、石城里、長年里、津良里、大德里 |
| 大洞面 | 上玉里、金谷里、月松里、白湖里、江雲里、鄉校里、德山里、龍城里、雲橋里、金山里、西湖里、連岩里                 |
| 月也面 | 桂林里、陽亭里、令月里、禮德里、外峙里、龍岩里、龍月里、龍亭里、月溪里、月岳里、月也里、亭山里                 |
| 孫傳面 | 鶴山里、良才里、北成里、月川里、大田里、冬岩里、竹長里、竹岩里、弓山里、石倉里、山南里                         |
| 新光面 | 東井里、白雲里、甫余里、伏興里、三德里、松士里、元山里、月岩里、柳川里、咸井里、桂川里、加德里                 |
| 羅山面 | 羅山里、三杻里、水下里、新平里、松岩里、二門里、水上里、龍頭里、牛峙里、草浦里、月奉里、元仙里、九山里、徳林里 |
| 海保面 | 光岩里、金溪里、琴徳里、大角里、大倉里、文場里、山内里、上谷里、龍山里、海保里                                 |
| 嚴多面 | 三亭里、星泉里、松路里、新溪里、嚴多里、永興里、鶴也里、花陽里                                                 |
| 鶴橋面 | 古幕里、谷昌里、錦松里、馬山里、伏泉里、四街里、石亭里、月山里、月湖里、竹亭里、鶴橋里                         |

## 交通

### 铁路
- 湖南線
  - 咸平站

### 高速公路
- 西海岸高速公路
  - 咸平分岐點 - 咸平天地服務區（南下） - 咸平交叉路 - 咸平天地服務區（北上）
- 務安光州高速公路
  - 咸平分岐點 - 咸平那比服務區 - 東咸平交叉路